# Megachile tsurugensis
Megachile tsurugensis är en biart som beskrevs av Cockerell 1924. Megachile tsurugensis ingår i släktet tapetserarbin, och familjen buksamlarbin. Inga underarter finns listade i Catalogue of Life.